# Menáhém Mendel Taub
Menáhém Mendel Taub, héber betűkkel מנחם מנדל טאוב, izraeli angol átírással Menachem Mendel Taub (Margitta, Románia, 1923 – Jeruzsálem, 2019. április 28.) izraeli haszid rabbi, a Kaliv rabbidinasztia, Taub Izsák (1751–1821) rabbi, dalszerző leszármazottja. Halálakor a legidősebb haszid rabbi volt Izraelben.

## Életútja
1923-ban született a bihari Margittán. Apja, Taub Jehuda Jéhiel és nagyapja, Taub Hajím is neves rabbiként működött Erdélyben. A második világháború kezdetén feleségül vette a Nadvórna-dinasztia leszármazottját, Pinchas Shapiro főrabbi lányát Cháne Szórét.
1940-ben a második bécsi döntésnek köszönhetően Margitta visszakerült Magyarországhoz. Bihar vármegyében Margitta – Nagyvárad, Érmihályfalva, Székelyhíd és Nagyszalonta mellett – a legfontosabb zsidó települési központok közé tartozott. A margittai zsidókat a második világháború alatt a Mezey fatelepre szállították, ahonnan 1944. május 24-én megsemmisitő táborba deportálták őket.
Taubot az auschwitzi koncentrációs táborba hurcolták, ahol Josef Mengele végzett kísérleteket rajta. Ennek következtében szokatlanul magas hangú volt, steril lett, nem tudott gyermeket nemzeni és nem nőtt ki a szakálla, ami megkülönböztette a többi hászid vezetőtől. Auschwitzból a varsói gettóba, majd a breslaui és a bergen-belseni koncentrációs táborba került. Itt érte a felszabadulás. Mind a hat testvére odaveszett a haláltáborokban.
A háború után hat hónappal Svédországban újra találkozott a feleségével. 1947-ben az Egyesült Államokban, az ohiói Clevelandben telepedtek le.
1962-ben Izraelbe települtek át. Risón Lecijón városában létrehozta a Kiriját Káliv kerületet (Nagykálló lakónegyed). Később Bnei Brakba, majd 2004-ben Jeruzsálembe költözött, ahol a Sikun Chábád negyedben nagy zsinagógát és tanházat emelt és ott is élt.
Első felesége 2010-ben hunyt el. 2012-ben feleségül vette az 55 éves Sheindel Malnikot Bnei Brakból. A házasság rövid életű volt, és később elváltak.

## Munkássága
Élete során komoly figyelmet fordított a holokausztban elpusztult mártírok emlékének ápolására. Arra kért mindenkit, hogy az áldozatok tiszteletére teljes odaadással recitálják a Sema Jiszraélt, az egyik legősibb zsidó imádságot.
Holokauszt enciklopédiát szerkesztett a háredi közösség részére, melyben központi helyen szerepelt a vallásos zsidók önfeláldozása a parancsolatok betartásáért. Kol Menáchem címmel 13 kötetes tóramagyarázatot is írt.
Tanházakat és zsidó intézményeket alapított a soá áldozatainak tiszteletére.
Sokat utazott a világban, hogy emlékeit minél több emberrel, generációval megismertesse. Magyarországon is több alkalommal járt és mindig elénekelte a dinasztiaalapító Taub Izsák híres dalát, a Szól a kakas már-t. Utoljára 2014 márciusában, a magyarországi holokauszt 70. évfordulóján járt Budapesten, ahol beszédet mondott a Duna-parti emlékműnél és részt vett az Európai Rabbik Kongresszusán.

## Művei
- Kol Menachem, 13 kötetes tóramagyarázat
- Shema Yisrael, kétkötetes holokauszt enciklopédia (héber nyelven)[5]
- Shema Yisrael: Testimonies of devotion, courage, and self-sacrifice, 1939–1945 (angol nyelven)[6]

## Fordítás
Ez a szócikk részben vagy egészben  a   Menachem Mendel Taub című angol Wikipédia-szócikk ezen változatának fordításán alapul.  Az eredeti cikk szerkesztőit annak laptörténete sorolja fel. Ez a jelzés csupán a megfogalmazás eredetét és a szerzői jogokat jelzi, nem szolgál a cikkben szereplő információk forrásmegjelöléseként.